# ReCellular
ReCellular fue una compañía recicladora y revendedora de teléfonos móviles, fundada en 1991. La empresa recolectaba más de 125.000 de estos dispositivos cada semana.
En 2011, ReCellular trasladó su sede desde Dexter, Michigan hasta Ann Arbor, Míchigan. Además, despidió aproximadamente a 70 personas. En 2013, cerró las instalaciones ubicadas en esta última zona y solicitó la suspensión de pagos, una forma de quiebra.

## Reutilización y reciclaje
Aproximadamente la mitad de los teléfonos recolectados por ReCellular fueron reprogramados y vendidos para su reutilización.
Los dispositivos obsoletos o inútiles fueron desmantelados y reciclados para obtener materiales como oro, plata y paladio de las placas de circuitos; cables de cobre de los cargadores; níquel, hierro, cadmio y plomo de las baterías; y plástico de las carcasas y accesorios.

## Reconocimientos
En noviembre de 2006, la revista Inc. agregó el nombre de la compañía a los Green 50